# SAE International
SAE International（SAEインターナショナル）は、モビリティ専門家を会員とする米国の非営利団体。SAEとは Society of Automotive Engineers (ソサエティ・オブ・オートモーティブ・エンジニアズ) の頭字語。
2006年現在、約9万人の会員を有し、
1. 自動車関連及び航空宇宙関連の標準規格の開発
2. 専門家会議の開催
3. 動力機器に関する書籍・雑誌の出版
4. 数学・科学・エンジニアリングの発展を促す教育的活動

等をおこなっている。
正式名称は Society of Automotive Engineers, Inc. (ソサエティ・オブ・オートモーティブ・エンジニアズ・インク／米国自動車技術者協会)。「Society of Automotive Engineers」と「SAE」は登録商標であるが、現在、「SAE International (SAEインターナショナル)」を前面に出している。

## 概要
米国で1905年に自動車 (オートモービル) の技術者団体、ソサエティ・オブ・オートモービル・エンジニアズ (Society of Automobile Engineers) として発祥し、1916年には「陸海空のあらゆる動力で動く自力推進の乗り物 (オートモーティブ)」の標準化を推進する団体、ソサエティ・オブ・オートモーティブ・エンジニアズ (Society of Automotive Engineers) となる。自力動力により動く機械（ビークル）すべてのエンジニアリングに関する標準化団体であり、これには自動車、トラック、船、航空機などが含まれる。
会員は技術者、企業役員、教育関係者、学生などの技術者個人である。米国自動車産業や航空宇宙産界がその活動の中心となっているが、加入メンバーは世界中に及び、現在、およそ9万人のメンバーが参加し、その国は世界100か国近くとなっている。

## 事業内容
自動車 (オートモービル、トラック、バス)、オフ・ハイウェイ機器 (いわゆる「オフロード」)、航空機、航空宇宙用ビークル、マリン (海で使用される機器)、レール (鉄道関連)、トランジット・システムなどの自力推進ビークル (self‐propelled vehicles) のあらゆる形態を対象とし、「人間にとって役に立つモビリティ技術 (テクノロジー) を促進させることに専念している非営利の教育科学技術組織」としている。

### 名称・呼称
これらすべてを表す言葉として1916年以来、『オートモーティブ』という用語を作り出し、組織名に採用した上で、使用していたが、現在、英語を母語とする国々においても、『オートモーティブとは一般的に自動車関連を表す用語として使用される』と認識し、SAEの事業内容を誤って伝えないようにとの観点から、通常は、Society of Automotive Engineers (ソサエティ・オブ・オートモーティブ・エンジニアズ) に代えて、SAE International (SAEインターナショナル) を使用するようになっている。また、SAEインターナショナルロゴは2001年から現在のものとなっている。
2006年現在、以下の三つを正しい団体名表記としている。
- SAE (ピリオドなし)
- SAE International
- Society of Automotive Engineers

また、正式名称は「Society of Automotive Engineers, Inc.」だが、これは公式文書でのみ使用されている。
SAE Internationalという呼称は、元来は、カナダ、メキシコの支部を含む言い方として発生し、その後、SAEの後ろ盾で誕生したブラジルなどが加盟し、世界的にSAE傘下が広がったことを表すものとなっている。さらにのちにSAEも加盟したが、1948年フランス発祥で欧州自動車技術会の連合から始まったFISITAへの対抗意識としての米国中心主義を表すものとも捉えられている。
SAEが日本語で紹介される際、オートモーティブ部分を自動車と対訳し、SAEを「自動車技術者協会」、「自動車技術会」と訳されることも多い。オートモーティブという用語は、SAEが自らのために (つまり業界のために) 作りだした用語で、『自力で推進する乗り物すべて』と定義されている。これは自動車だけをさすものではないが、英語でも同様の認識をされることから、近年、オートモーティブ・エンジニアリングと同義で「モビリティ・エンジニアリング (mobility engineering)」という用語も併用している。オートモーティブは当初よりSAEの規定であり自力推進に限定されるが、モビリティは一般用語として通常はより広い概念を含む。また、ある特定の事柄を表す際に慣習的に意図的に使われている場合もある。たとえば、日本語での福祉車両はモビリティと表現される。また、ホンダは自身のロボットをモビリティと表現している。

### 標準化活動
SAEはオートモーティブ関連の標準を広く取り扱っており、この中でアメリカの消費者に最も知られているのは、自動車の馬力の単位「SAE馬力 (SAE net horsepower)」である。これは1970年初頭以降合衆国で適用され始めた。もうひとつ、よく知られているものには、自動車用オイルの分類標準がある。
標準化された規格文書作りでは、ISOやIEC、欧州のEUROCAEなど他の標準化団体とジョイントセッションを設けて、ダブルネームでの規格文書を発行する場合もある。

#### 標準化対象の業界
- 航空宇宙 (Aerospace)
  1. Aerospace General Projects Group Committees
  2. Aircraft Group Committees
  3. Aerospace Electronics & Electrical Systems Group Committees
  4. Aerospace Mechanical & Fluid Systems Group Committees
  5. Aerospace Avionic Systems Group Committees
  6. Aerospace Propulsion Group Committees
  7. Aerospace Materials Group Committees
  8. Reliability, Maintainability, Supportability, and Logistics Group Committees (G-11)
  9. Airport/Ground Operations and Equipment Group Committees
- Ground Vehicle
  1. Construction, Agricultural, and Off-Road Machinery Council
  2. Fuels and Lubricants Council
  3. Materials, Processes, and Parts Council
  4. Motor Vehicle Council
  5. Specialized Vehicle and Equipment Council
  6. Truck and Bus Council

### 機関誌
SAEはモビリティ・コミュニティに最新の開発状況を伝え続ける目的で、機関誌を発行。それぞれの分野別に、オートモーティブ・エンジニアリング・インターナショナル、エアロスペース・エンジニアリング、オフ・ハイウェイ・エンジニアリングを出版している。SAEの広範囲な技術出版物、歴史出版物、統計出版物は毎年発行され65か国へ届けられている。
- オートモーティブ・エンジニアリング・インターナショナル
- エアロスペース・エンジニアリング
- オフ・ハイウェイ・エンジニアリング

### 研修プログラム
SAEのトレーニング・アンド・プロフェッショナル・デベロップメントとよばれる研修プログラムがあり、450以上もの専門分野に亘っている。

### イベント
- SAE World Congress
- SAE AeroTech Congress & Exhibition

### 技術者育成

#### ワールド・イン・モーション
初等教育 (K-12) 向けプログラム

#### フォーミュラSAE
フォーミュラSAE (Formula SAE) は、F-SAEやFSAEとも略され、SAE学生メンバーを対象とした競技である。フレーム部とエンジンに制限が設けられた小型フォーミュラカーを、考案、設計、組立し、競技する一連の技術を競うもので、一年ほどの期間をかけチーム編成でおこなわれる。全世界の大学から100以上の参加があり、若いエンジニアにとって、プロジェクトとしての経験、チームとしての経験が積める貴重なものとなっている。米国以外でもSAEの所在地において開催されている。
日本では自動車技術会のものづくり・デザインコンペティションの一部として、SAEインターナショナルからとしてではなく、FISITAを経由した自動車技術会のイベント全日本 学生フォーミュラ大会として開催されている。主催は自動車技術会 (JSAE) でFISITAが共催となっており、SAEインターナショナルは直接関与していない。 
第一回が2003年に富士スピードウェイで開催された。ただし、2003年5月の包括協定のなかでこの件に関する協力関係についても合意している。合意の中には英語名称を「Student Formula SAE Competition of Japan」とすることも含まれている。(#自動車技術会に関連情報)

#### バハSAE
バハSAE (Baja SAE) は、オフロード車輌版FSAE。エンジニアリング・デザイン・プロジェクトを模したもの。Mini Baja East、Mini Baja Midwest、Mini Baja Westの3つの地域別競技からなる。
競技目的は、SAE学生メンバーにチャレンジングなプロジェクトを提供すること。コンシューマー産業市場に新製品を投入する際、計画段階、生産段階で生じるさまざまなタスクをこなすもの。チームは架空の製造会社に受け入れられる設計デザインを互いに競い合う。チームとしての活動内容も評価され、設計デザイン、製作、テスト、プロモーション、競技だけが評価の対象ではなく、経済的支援をどのように受けるか、一連のプロジェクトフェーズに教育プログラムをどのようにかませていくかなども評価の対象となっている。
参加チームにはブリグ&ストラットン社の10馬力エンジン、インテック20型 (628米ドル) が無償提供される。同一エンジンを使用することによりエンジニアリング力が試される。

#### 奨学金制度
大学生の学生会員を対象とした奨学金を用意している。

### メンバーシップと会費
メンバーの対象は、モビリティ・システムのエンジニアリング、つまり、陸・海・空で使用される『自力で推進する乗り物 (self‐propelled vehicles)』のデザイン (設計)、製作、メンテナンス (サービス)、操縦・操作に関する技術者であり、そのメンバーが情報やアイデアを交換するのが存在目的である。メンバーにとってのSAEの意味は、標準化を推進、展示や講習をおこなうイベントを開催、技術情報・技術経験を収集・蓄積・配布することで援助している。
- プロフェッショナル (Professional Membership) - 135米ドル/年（2025年時点）
- 学生 (Student Membership) - 40米ドル/年（2025年時点）：準学士号、学士号、修士号、博士号を取得する目的で大学 (college/university) にフルタイムで勉学していることが条件。

## 歴史

### SAE設立時の米国自動車産業界の諸問題
1900年代初頭の米国には多数の自動車製作業者が存在していた。世界中にはさらに多くが存在していた。すでに現在トリプルAとよばれるAAA、アメリカ自動車協会というユーザー団体も1902年3月にシカゴで創設されていた。

#### セルデン特許問題と業界団体
米国の自動車業界は、特許問題で1900年から1911年まで全製造業者をまきこむ紛争状態だった。
米国の自動車業界は、リード・キャブ・トラストのウィリアム・C・ホイットニーが米国でのタクシー業連合としての活動をおこなうためアルバート・ポープから自動車部門を買収しエレクトリック・ビークル・カンパニーと社名を変更したうえで、連合の活動のためにジョージ・セルデンの自動車特許であるセルデン特許をも購入し自社のものとしていた。ところが、会社経営が苦境となったため、1900年頃からセルデン特許での特許収入による売上増を狙い、ライセンス料徴収を全自動車メーカー相手に開始する。これに従わなかった場合、訴訟をおこなった。自分たちが正しいと信じていたホイットニーとセルデンは最大のメーカーを相手にすべきと考え最初の訴訟を起こす。当時の米国最大の自動車メーカーはアレグザンダー・ウィントンのウィントン・モーター・キャリッジ・カンパニーだった。ところが、その訴訟は1902年になっても収束せず、お互いが助けを求めていた。
特許紛争を横目でうかがっていたパッカードとオールズモビルが手を組み1903年、MMA (Manufacturers Mutual Association：直訳は「製造業者互助会」)を結成。のち名称をALAM (Association of licensed automobile manufacturers、直訳は「特許自動車製造業者協会」) と変更したこの団体は、セルデンに話を持ちかけ、特許の代理人となる。こうして、ウィントンとALAMが対立することとなったが、最終的に、ウィントンもALAMに参加するようになる。こうして当時主流の自動車会社が参画したことでALAMは自動車特許の自動車メーカーへの安定した普及を目指す団体となったが、少量生産で逃げてしまうメーカーが現れるに及び、次第に業界の安定を担い、参画する事業者と参画できない事業者の選別を始めるようになる。安定したかのように見えた自動車業界だったが、フォードが参画できない業者となり、1903年にALAMがフォードを訴訟するにおよび、再び大きく業界内で対立がおこり、これは1911年のフォードの勝訴となって決着するまで続いた。

#### 技術者のための団体
一方、自動車産業の多くのエンジニアは『アイデアの無料での交換』を望んだ。それは、個々人の技術知識ベースを伸ばすものだった。
『ホースレス・エイジ (馬のいらない時代) 誌』を発行していたピーター・ヘルト (Peter Heldt)、そして『ジ・オートモビール誌』を発行していたホレス・スウェトランド (Horace Swetland) の二人が尽力を重ね、その意義を説き伏せ、SAE結成へこぎつける。ヘルトは1902年に「自動車製造をおこなっている会社では、いまや、製造ラインを適用し、技術的な疑問がつぎつぎと生じている。これらは技術を知っている人間同士が共同で解決に当たらなければならない問題であり、業界が一体となり立ち向かうべき問題である。技術面での会合を設け、事に当たるのが最適と考える。この会合での活動の範囲は純粋に自動車に関する技術面であるべきであろう。」と呼びかける。ホーレス・スウェトランドも「自動車エンジニアの広く一般的な声となった」とした。スウェトランドは創設時のSAE幹事となっている。当時、産業界は特許問題で紛争状態であったが、技術者としてはみなつながっていこうという呼びかけであった。

### オートモービル：自動車産業界技術者のコミュニティ
1905年に、ソサエティ・オブ・オートモービル・エンジニアズ (Society of Automobile Engineers) が誕生する。当初の目的は、米国に新たにおこりつつある自動車業界でのアイデア (考え方) や専門技術の交流推進とされた。また、のち、標準の適用推進も加えられた。これらはすでにALAMでもおこなわれていたものである。SAEはニューヨーク市に本部を置き、支部を4箇所、幹事を5名、幹事のこれに割く時間と労力はボランティアだった。1905年の創設時、ロコモビル社のアンドリュー・ライカーが初代会長となり、エンジニア代表として、ヘンリー・フォードが初代の副会長の一人となっている。当初の加入メンバーは技術者30人。年間の会費は10米ドル。10年かかってメンバーは着実に増え、常勤職員も要するようになり、技術定期刊行物の発行や、現在も継続している『SAEトランザクション』とよぶ技術資料の総合的な編纂をおこなうようになった。

### 部品の標準化：フォード主義への対抗
SAEはT型フォードでの大量生産を行うために一企業だけでの標準化と互換性部品生産を徹底的に推進していたフォード社とは対照的な存在である。また、1907年から1910年までつづいた不況の背景もあった。
フォードは、1908年からのT型フォードにおいて、徹底した生産管理手法を用いて車両の標準化を図った。これは業界とは関係なくフォード社内において閉じた世界での標準化であった。この結果、T型フォードは量産効果とともに低価格で市場に販売され、米国でのモータリゼーションへとつながっていく。1910年初頭では2割のシェアでゼネラルモーターズ (GM) とほぼ同等であったのが、1910年代半ばにはフォードは4割、GMは1割、となってしまう。他社はそのほかを取り合っていた。フォード社は部品だけでなく、良質な鉄を作る工場まで自社で抱えたほどの徹底した自社生産をおこなった。一方、その他の自動車メーカーは、不況期になり、自社が依存している部品メーカーが倒産するようになると、自動車メーカーは他の部品メーカーでの部品で代替することができなかった。部品が標準化されていなかったためである。
1910年、ハワード・E・コフィン (ハドソン自動車副社長) が標準化を呼びかける。すでに役割を終えていたALAMから1912年、技術部がSAEに合流する。ALAMにいたコッカー・F・クラークソン (Cocker F. Clarkson)、ヘンリー・サウザー (Henry Souther) は、SAEで標準化委員会を設置。この時点ではメーカーはGM、ハドソンのみで、他は中小自動車メーカーもしくは部品メーカーだった。それでも、標準化委員会ではさまざまな部品の種類とサイズを規定した。たとえば、パイプは優に1000を超える部品が使用されていたが委員会によりサイズで17種、厚みで13種と規定された。
1910年時、米国では、現在の日本と同様、右ハンドル車がほとんどであった。10年間でこれは入れ替わり、米国は左ハンドルの自動車の国となる。ちょうど入れ替わった年は1913年であった。

### オートモーティブ：部品規格から工業規格への変遷
設立時の参加メンバーは30程のちいさなものだったが、徐々に増え、1916年には約1800メンバーに達した。この時点でSAEは自力で推進する交通運輸手段 (航空機、船、農業機械なども含む) すべてをカバーする役割を担うまでに成長していた。
1916年の年次総会では全米航空技術者会 (the American Society of Aeronautic Engineers)、トラクター技術者会 (the Society of Tractor Engineers)、さらには、パワーボート業界の代表も参加し、それぞれの業界での技術標準についてSAEにゆだねるようになった。モビリティに関連するあらゆる職業に従事する技術者を代表する会となったのである。航空工学はまだこれからの学問であり、当時の誰もが、短期間に世界の歴史に重要な役割を果たすものとは思ってもいなかった。「航空技術者もソサエティに参画したほうがいい」との考え方を早くから示した著名人には、トーマス・エジソン、グレン・カーティス、グレン・マーティン (Glenn Martin)、オーヴィル・ライトらがいた。
SAEメンバーである、エルマー・スペリーにより、新たに『オートモーティブ (automotive)』という言葉が提起された。ギリシア語の autos は英語の self を意味し、ラテン語の motivus は英語で of motion を意味する。これにより、「(どんな形のものであっても、) それ自体が (self) 動力を持つ (powered) 乗り物 (vehicle)」ということを意味した。そして、「The Society of Automobile Engineers」は「the Society of Automotive Engineers」と名称を変更した。
デルコの共同創業者であり、自動車のセルフ・スターターを発明し、長らくGMの研究所を率いたチャールズ・ケタリングもまた、第一次世界大戦中、SAEを統括している。

### 標準化の推進
SAE標準化プログラムは両大戦での連合軍に貢献し、また戦争があったために標準化もすすんだ。自動車技術の進展および航空機技術の進展と歩調を合わせるようにSAE標準が作成された。
SAEの標準化プロセスは、コンセンサス標準(フォーラム/コンソーシアム標準)であり、日本で広く知られるISO/IEC/ITU(デジュール標準)のような「国の代表として参加、一国一票」とは違い「個人で参加、個人で投票」となる。

### 広がり
1980年代まで、ソサエティは米国独自の道を歩んでおり、なかなか世界の標準化団体、自動車技術者団体と結びつきを深めることがなかった。しかし、今日のソサエティの四分の一は北米以外のメンバーで占められている。
1947年に会長となったC・アーウィン・フラッデンは初のトラクターエンジニア出身の会長だった。第二次世界大戦後、SAE年次総会は展示会と講習会を同時に開催するイベントとなり、SAEワールド・コングレスとなった。SAEコンファレンス・アンド・イグジビッツ (SAE Conferences and Exhibits) が開始された。
1960年、SAE会長、ハリー・チーズボロ (Harry Cheesbrough) が「オートモーティブ技術者には境界線など無いことがわかっている」と発言。SAEは常に国際的視野で活動していたが、この言葉は、組織に対してさらなる言動一致を求めるものだった。FISITAとの進行中の共同関係は1950年代にはじまっていたが欧州視察によりさらに強まった。今日、SAEは英国、オーストララシア、インド、にそれぞれの国の中で独立した団体でありながらもアフィリエートという形でSAEの傘下となっている。また、日本、西ドイツ (当時) などのSAE傘下ではない独自自動車技術者団体とも協力協定を結んでいる。1990年以降、これはFISITAへの加盟につながる。しかし、米国と欧州との間の綱引きは簡単ではなく、SAEとFISITAと2大フレームワークの融合が課題となっている。
1973年、本部がペンシルベニア州ワレンデール (ピッツバーグ郊外) に移動。当時、アルコア、USスチール、ウェスチングハウス等、モビリティ・インダストリーにとってのマテリアル面、テクニカル面での主要なサプライヤーが近くにあったこともその理由のひとつ。SAE事務局は58年間で6回マンハッタン内を移転していた。
1980年代、SAEは電子出版を開始。対話型CD-ROMおよびウェブベースの製品。標準、技術資料をダウンロード可能とする。これにより重要な技術情報が世界中から簡単に入手できるようになった。

#### 人的多様性
1996年、アフリカ系アメリカ人、クロード・バーバール (GM) がSAE会長となる。2000年、女性初の会長、ロディカ・バラネスク (ナビスター・インターナショナル) が選出。彼女は、生まれも育ちもルーマニアである。2002年、ハネウェル社のガレット・エンジン・ブースティング・システム部門のインド人、S・M・シャハドを会長とした。

#### 北米以外での活動
1990年代に、「SAEブラジル」を創設。さらにインド亜大陸に4か所、中国、ロシア、ルーマニア、エジプト等にも支部を開設。2002年、インドでSAEインターナショナルの支社から「SAEインディア」として正式に設立。SAEインターナショナルは現在では北米以外のメンバーが四分の一を占めている。通常時はウェブサイトがその交流ポイントとなっている。
- SAE BRASIL
- SAE INDIA
- SAE UK

## 他組織との交流

### 国際関係
SAEインターナショナルはその名前から国際機関と誤解されることがあるが、基本的には米国の団体である。支部がカナダ、メキシコにあり当初はその意味でSAEインターナショナルと呼称されるようになった。現在その意味するところは拡大され、ブラジル、英国、オーストララシア、インドが下部組織 (アフィリエート) として活動している。日本自動車技術会やドイツ自動車技術会など協力協定を結んでいる各国技術会があるが、これがSAEインターナショナルの意味とは直接の関係はない。
自動車の技術者を代表する国際団体としての唯一の存在は1948年設立の国際自動車技術会連盟 (FISITA) である。FISITAは、フランスが中心となり欧州の自動車技術会が結成した国際団体。IME 英国機械工業会、SIA フランス自動車技術会、VDI ドイツ自動車技術会、ATA イタリア自動車技術会などが先にあり、その横断機関として発生した。その成立過程上は欧州中心ではあったが、日本の自動車技術会は1960年に加盟し、1964年には最初のFISITA東京大会を開催している。SAEは長らく加盟せず独立独歩であったが、1981年に加盟した。SAEは加盟以前から世界の代表としての意識も強く、協力関係ももちながらもお互いの力関係の綱引きがつづいていた。FISITA加盟後、SAEはFISITA内での最大勢力となったため、力関係の綱引きが現在ではFISITA内でおこなわれるようになっている。
FISITAは各国の自動車技術会が直接のメンバーであり、個人は各国の技術会会員であることとされ、個人としてはFISITAに入会できない。個々人がメンバーであるSAEと対照的であり、米国型欧州型の違いが表れている。

### 自動車技術会
自動車技術会は日本独自の組織。その1947年の設立発起人の設立趣意書で、『日本に於ける、S、A、E (ソサエテイ、オブ、オートモーテイブ、エンジニヤーズ) を急遽、結成したいと思ふ。』と記しており、米国SAEがモデルとなっている。自動車技術会は1960年に国際自動車技術会 (FISITA) に加盟している。一方、SAEインターナショナルとは2001年12月に「規格に関する協力」を締結し、つづいて2003年1月には「会議の共同運営に関する協力」を締結、2003年5月に、前2つの関係を含む包括協定を結んだ。この時点で、ようやく、『今後双方が対等な協力関係の構築を進めていくことに合意した』と発表している。また、このときに、前記「全日本 学生フォーミュラ大会」についても合意している。
自動車技術会の日本向けの英文略称はJSAEであるが、英語は、Society of Automotive Engineers of Japan, Inc. で、さらに英語名称の略称は SAE of Japan となることから、SAEインターナショナルのメンバーの中でさえ、日本の自動車技術会をSAEインターナショナルの一支部と誤解することがあるが、別団体である。

## 関連情報
- 国際自動車技術会
- 自動車技術会
- SAE規格
- JASO規格
- 全日本学生フォーミュラ大会